# Pnigalio uroplatae
Pnigalio uroplatae är en stekelart som först beskrevs av Howard 1885.  Pnigalio uroplatae ingår i släktet Pnigalio och familjen finglanssteklar. Inga underarter finns listade i Catalogue of Life.